# Vandalia (Misuri)
Vandalia es una ciudad ubicada en el condado de Audrain en el estado estadounidense de Misuri. En el Censo de 2010 tenía una población de 3899 habitantes y una densidad poblacional de 669,37 personas por km².

## Geografía
Vandalia se encuentra ubicada en las coordenadas 39°18′29″N 91°29′22″O / 39.30806, -91.48944. Según la Oficina del Censo de los Estados Unidos, Vandalia tiene una superficie total de 5.82 km², de la cual 5.81 km² corresponden a tierra firme y (0.22%) 0.01 km² es agua.

## Demografía
Según el censo de 2010, había 3899 personas residiendo en Vandalia. La densidad de población era de 669,37 hab./km². De los 3899 habitantes, Vandalia estaba compuesto por el 81.41% blancos, el 15.67% eran afroamericanos, el 0.44% eran amerindios, el 0.36% eran asiáticos, el 0.03% eran isleños del Pacífico, el 0.31% eran de otras razas y el 1.8% pertenecían a dos o más razas. Del total de la población el 1.85% eran hispanos o latinos de cualquier raza.